# Inter gravissimas
Inter gravissimas (łac. Między najważniejszymi) – bulla papieska wydana przez papieża Grzegorza XIII 24 lutego 1582. Ustanawia ona kalendarz gregoriański używany w większości krajów.
Bulla stanowi, że:
- Po 4 października 1582 nastąpi bezpośrednio 15 października 1582 (ustęp 7).
- Brakujące 10 dni nie będzie wliczonych m.in. w czas spłacania pożyczek (ustęp 8).
- Lata wyrażone pełnymi setkami jak 1700, 1800 i 1900 nie będą latami przestępnymi, chyba że liczba setek dzieli się przez 4 (jak lata 1600, 2000) – te będą przestępne (ustęp 9).
- Wielkanoc będzie wyznaczana według nowych tablic (ustęp 10).

Nazwa bulli pochodzi od początkowych słów Inter gravissimas pastoralis officii nostri curas ... (Między najważniejszymi pasterskimi urzędu naszego troskami ...). Do bulli dodano tabele do wyznaczania daty Wielkanocy, dwa kalendarze z obchodami wspomnień świętych (jeden na końcowe 2½ miesiąca roku 1582 i drugi na rok 1583).